# Happy Together (2008)
Happy Together  is een  Belgische film uit  2008 onder regie van Geoffrey Enthoven, naar een scenario van Jacques Boon en geproduceerd door Mariano Vanhoof (Fobic Films). De hoofdrollen zijn voor Ben Van Ostade, Bien De Moor, Chris Lomme, Viviane De Muynck, Sandrine André en Kürt Rogiers.
Het was een sociaal familiedrama over hoe gelukkig de hoofdpersonages zijn en later door verschillende tegenslagen aan de rand van de financiële afgrond komen te staan.
De titelsong is ‘Gelukkig zijn’ van Ann Christy.
De film is ook op dvd verschenen.

## Rollen
| Acteur              | Personage        |
| ------------------- | ---------------- |
| Ben Van Ostade      | Martin Daelemans |
| Bien De Moor        | Eline            |
| Ziggy Moens         | Henri Daelemans  |
| Clara Cleymans      | Julie Daelemans  |
| Eddy Vereycken      | Peter De Coster  |
| Viviane De Muynck   | Irène Daelemans  |
| Chris Lomme         | Lily             |
| François Beukelaers | Hubert           |
| Kürt Rogiers        | Willem           |
| Annick Christiaens  | Myriam           |
| Sandrine André      | Virginie         |
| Hans Ligtvoet       | David Hofman     |
| Gert Winckelmans    | Loodgieter       |
| Jakob Beks          | Inspecteur       |